# Герардус 'т Хоофт
Герардус 'т Хоофт (на нидерландски: Gerardus 't Hooft) е нидерландски физик, носител на Нобелова награда за физика за 1999 г.

## Биография
Роден е на 5 юли 1946 г. в Ден Хелдер, Нидерландия. Завършва Утрехтския университет, където по-късно става и преподавател.
През 1999 г., получава Нобелова награда за физика, заедно с Мартинус Велтман, за създадения от тях математически модел на елементарните частици и фундаменталните взаимодействия.
През 2016 'т Хоофт публикува книга излагаща нов подход към квантовата механика, базиращ се на идеята за клетъчни автомати.